# Liste des ministres français de la Marine
Pour les articles homonymes, voir Ministre de la Marine.

## Responsables de la Marine sous la monarchie féodale (1547 — 15 septembre 1588)
[réf. nécessaire]
| Nom                                                                | Nom                                                            | Nom                                                | Gouvernement             |
| ------------------------------------------------------------------ | -------------------------------------------------------------- | -------------------------------------------------- | ------------------------ |
| 1er avril 1547-1567 Claude II de L'Aubespine, seigneur d'Hauterive | 14 septembre 1547 - 1558 Côme Clausse, seigneur de Marchaumont |                                                    | Ministres de Henri II    |
| 1er avril 1547-1567 Claude II de L'Aubespine, seigneur d'Hauterive | 1558 - octobre 1567 Florimond II Robertet, seigneur de Fresnes | 1558 - 1567 Jacques Bourdin, seigneur de Villeines | Ministres de François II |
| 1er avril 1547-1567 Claude II de L'Aubespine, seigneur d'Hauterive | 1558 - octobre 1567 Florimond II Robertet, seigneur de Fresnes | 1558 - 1567 Jacques Bourdin, seigneur de Villeines | Ministres de Charles IX  |

## Secrétariat d'État de la Marine sous la monarchie féodale (15 septembre 1588 — 1610) puis absolue (1610 — 26 octobre 1790)
| Date d'entrée en fonction | Date de sortie en fonction | Nom                                                                     | Titre                                                                                          | Gouvernement                    |
| ------------------------- | -------------------------- | ----------------------------------------------------------------------- | ---------------------------------------------------------------------------------------------- | ------------------------------- |
| 15 septembre 1588         | 6 novembre 1613            | Martin Ruzé, seigneur de Beaulieu                                       | Secrétaire d'État de la Marine                                                                 | Ministres de Henri III          |
| 15 septembre 1588         | 6 novembre 1613            | Martin Ruzé, seigneur de Beaulieu                                       | Secrétaire d'État de la Marine                                                                 | Ministres de Henri IV           |
| 7 novembre 1613           | 10 août 1615               | Antoine de Loménie, seigneur de la Ville aux Clercs                     | Secrétaire d'État de la Marine                                                                 | Ministres de Louis XIII         |
| 13 juillet 1615           | février 1643               | Henri Auguste de Loménie, seigneur de la Ville aux Clercs               | Secrétaire d'État de la Marine                                                                 | Ministres de Louis XIII         |
| 23 mars 1643              | 1662                       | Henri du Plessis-Guénégaud, sieur du Plessis-Belleville                 | Secrétaire d'État de la Marine                                                                 | Ministres de Louis XIV          |
| 4 février 1662            | 1669                       | Hugues de Lionne, marquis de Fresne                                     | Secrétaire d'État de la Marine                                                                 | Ministres de Louis XIV          |
| 7 mars 1669               | 6 septembre 1683           | Jean-Baptiste Colbert                                                   | Secrétaire d'État de la Marine                                                                 | Ministres de Louis XIV          |
| 6 septembre 1683          | 3 novembre 1690            | Jean-Baptiste Colbert, marquis de Seignelay                             | Secrétaire d'État de la Marine                                                                 | Ministres de Louis XIV          |
| 7 novembre 1690           | septembre 1699             | Louis Phélypeaux, comte de Pontchartrain                                | Secrétaire d'État de la Marine                                                                 | Ministres de Louis XIV          |
| 6 septembre 1699          | 1er octobre 1715           | Jérôme Phélypeaux, comte de Pontchartrain                               | Secrétaire d'État de la Marine                                                                 | Ministres de Louis XIV          |
| 1er octobre 1715          | 24 septembre 1718          | Louis-Alexandre de Bourbon, comte de Toulouse - Victor, comte d'Estrées | Amiral de France, chef du Conseil de la Marine sous la polysynodie - Chef du Conseil de marine | Régence - Ministres de Louis XV |
| 24 septembre 1718         | 28 février 1722            | Joseph Fleuriau d'Armenonville                                          | Secrétaire d'État de la Marine                                                                 | Régence - Ministres de Louis XV |
| 28 février 1722           | 16 août 1723               | Charles Fleuriau d'Armenonville, comte de Morville                      | Secrétaire d'État de la Marine                                                                 | Régence - Ministres de Louis XV |
| 16 août 1723              | 23 avril 1749              | Jean Frédéric Phélypeaux, comte de Maurepas                             | Secrétaire d'État de la Marine                                                                 | Ministres de Louis XV           |
| 30 avril 1749             | 24 juillet 1754            | Antoine Rouillé, comte de Jouy                                          | Secrétaire d'État de la Marine                                                                 | Ministres de Louis XV           |
| 24 juillet 1754           | 1er février 1757           | Jean-Baptiste de Machault, comte d'Arnouville                           | Secrétaire d'État de la Marine                                                                 | Ministres de Louis XV           |
| 1er février 1757          | 31 mai 1758                | François Marie Peyrenc de Moras                                         | Secrétaire d'État de la Marine                                                                 | Ministres de Louis XV           |
| 31 mai 1758               | 31 octobre 1758            | Claude Louis d'Espinchal, marquis de Massiac                            | Secrétaire d'État de la Marine                                                                 | Ministres de Louis XV           |
| 31 octobre 1758           | 13 octobre 1761            | Nicolas Berryer, comte de la Ferrière                                   | Secrétaire d'État de la Marine                                                                 | Ministres de Louis XV           |
| 15 octobre 1761           | 10 avril 1766              | Étienne-François, duc de Choiseul                                       | Secrétaire d'État de la Marine                                                                 | Ministres de Louis XV           |
| 10 avril 1766             | 24 décembre 1770           | César Gabriel de Choiseul-Chevigny, duc de Praslin                      | Secrétaire d'État de la Marine                                                                 | Ministres de Louis XV           |
| 24 décembre 1770          | 9 avril 1771               | Joseph, abbé Terray                                                     | Secrétaire d'État de la Marine                                                                 | Ministres de Louis XV           |
| 9 avril 1771              | 20 juillet 1774            | Pierre Bourgeois, marquis de Boynes                                     | Secrétaire d'État de la Marine                                                                 | Ministres de Louis XV           |
| 20 juillet 1774           | 24 août 1774               | Anne Turgot, baron de Laune                                             | Secrétaire d'État de la Marine                                                                 | Ministres de Louis XVI          |
| 24 août 1774              | 13 octobre 1780            | Antoine de Sartine, comte d’Alby                                        | Secrétaire d'État de la Marine                                                                 | Ministres de Louis XVI          |
| 13 octobre 1780           | 24 août 1787               | Charles de La Croix, marquis de Castries                                | Secrétaire d'État de la Marine                                                                 | Ministres de Louis XVI          |
| 25 août 1787              | 24 décembre 1787           | Armand Marc, comte de Montmorin Saint-Hérem                             | Secrétaire d'État de la Marine                                                                 | Ministres de Louis XVI          |
| 24 décembre 1787          | 13 juillet 1789            | César Henri de La Luzerne                                               | Secrétaire d'État de la Marine                                                                 | Ministres de Louis XVI          |
| 13 juillet 1789           | 16 juillet 1789            | Arnaud de Laporte                                                       | Secrétaire d'État de la Marine                                                                 | Ministres de Louis XVI          |
| 16 juillet 1789           | 26 octobre 1790            | César Henri de La Luzerne                                               | Secrétaire d'État de la Marine                                                                 | Ministres de Louis XVI          |

## Ministres de la Marine sous la monarchie absolue (26 octobre 1790 — 1791) puis constitutionnelle (1791 — 21 septembre 1792)
| Date d'entrée en fonction | Date de sortie en fonction | Nom                                           | Titre                                 | Gouvernement           |
| ------------------------- | -------------------------- | --------------------------------------------- | ------------------------------------- | ---------------------- |
| 26 octobre 1790           | 17 mai 1791                | Charles Pierre Claret de Fleurieu             | Ministre de la Marine et des Colonies | Ministres de Louis XVI |
| 17 mai 1791               | 18 septembre 1791          | Antoine Jean Marie Thévenard                  | Ministre de la Marine et des Colonies | Ministres de Louis XVI |
| 18 septembre 1791         | 7 octobre 1791             | Claude Antoine de Valdec de Lessart           | Ministre de la Marine et des Colonies | Ministres de Louis XVI |
| 7 octobre 1791            | 16 mars 1792               | Antoine François Bertrand de Molleville       | Ministre de la Marine et des Colonies | Ministres de Louis XVI |
| 16 mars 1792              | 21 juillet 1792            | Jean de Lacoste                               | Ministre de la Marine et des Colonies | Ministres de Louis XVI |
| 21 juillet 1792           | 10 août 1792               | François Joseph de Gratet, vicomte Dubouchage | Ministre de la Marine et des Colonies | Ministres de Louis XVI |

## Première République  (21 septembre 1792 — 18 mai 1804)
| Date d'entrée en fonction | Date de sortie en fonction | Nom                            | Titre                                           | Gouvernement                                     |
| ------------------------- | -------------------------- | ------------------------------ | ----------------------------------------------- | ------------------------------------------------ |
| 10 août 1792              | 10 avril 1793              | Gaspard Monge                  | Ministre de la Marine et des Colonies           | Conseil provisoire Gouvernement de la Convention |
| 10 avril 1793             | 20 avril 1794              | Jean Dalbarade                 | Ministre de la Marine et des Colonies           | Conseil provisoire Gouvernement de la Convention |
| 20 avril 1794             | 2 juillet 1795             | Jean Dalbarade                 | Commissaire chargé de la Marine et des Colonies | Conseil provisoire Gouvernement de la Convention |
| 2 juillet 1795            | 4 novembre 1795            | Jean-Claude Redon de Beaupréau | Ministre de la Marine et des Colonies           | Conseil provisoire Gouvernement de la Convention |

### Directoire  (1ernovembre 1795 — 10 novembre 1799)
| Date d'entrée en fonction | Date de sortie en fonction | Nom                                    | Titre                                 | Gouvernement            |
| ------------------------- | -------------------------- | -------------------------------------- | ------------------------------------- | ----------------------- |
| 4 novembre 1795           | 15 juillet 1797            | Laurent Jean François Truguet          | Ministre de la Marine et des Colonies | Ministres du Directoire |
| 15 juillet 1797           | 27 avril 1798              | Georges-René Pléville Le Pelley        | Ministre de la Marine et des Colonies | Ministres du Directoire |
| 27 avril 1798             | 4 mars 1799                | Eustache Bruix                         | Ministre de la Marine et des Colonies | Ministres du Directoire |
| 4 mars 1799               | 7 mars 1799                | Charles Joseph Mathieu Lambrechts      | Ministre de la Marine et des Colonies | Ministres du Directoire |
| 7 mars 1799               | 2 juillet 1799             | Charles-Maurice de Talleyrand-Périgord | Ministre de la Marine et des Colonies | Ministres du Directoire |
| 2 juillet 1799            | 12 novembre 1799           | Marc Antoine Bourdon de Vatry          | Ministre de la Marine et des Colonies | Ministres du Directoire |

### Consulat (10 novembre 1799 — 14 mai 1804)
| Date d'entrée en fonction | Date de sortie en fonction | Nom                              | Titre                                 | Gouvernement                            |
| ------------------------- | -------------------------- | -------------------------------- | ------------------------------------- | --------------------------------------- |
| 12 novembre 1799          | 22 novembre 1799           | Marc Antoine Bourdon de Vatry    | Ministre de la Marine et des Colonies | Consulat Bonaparte, Sieyès, Roger-Ducos |
| 22 novembre 1799          | 3 octobre 1801             | Pierre Alexandre Laurent Forfait | Ministre de la Marine et des Colonies | Consulat Bonaparte, Sieyès, Roger-Ducos |
| 3 octobre 1801            | 2 août 1802                | Denis Decrès                     | Ministre de la Marine et des Colonies | Consulat Bonaparte, Sieyès, Roger-Ducos |
| 2 août 1802               | 18 mai 1804                | Denis Decrès                     | Ministre de la Marine et des Colonies | Consulat Napoléon Bonaparte             |

## Premier Empire (18 mai 1804 — 14 avril 1814)
| Date d'entrée en fonction | Date de sortie en fonction | Nom          | Titre                                 | Gouvernement                                        |
| ------------------------- | -------------------------- | ------------ | ------------------------------------- | --------------------------------------------------- |
| 18 mai 1804               | 1er avril 1814             | Denis Decrès | Ministre de la Marine et des Colonies | Napoléon Ier, Empereur Gouvernement de Napoléon Ier |

## Première Restauration (6 avril 1814 — 20 mars 1815)
| Date d'entrée en fonction | Date de sortie en fonction | Nom                    | Titre                 | Gouvernement                             |
| ------------------------- | -------------------------- | ---------------------- | --------------------- | ---------------------------------------- |
| 3 avril 1814              | 7 septembre 1814           | Pierre-Victor Malouet  | Ministre de la Marine | Gouvernement provisoire de 1814          |
| 3 avril 1814              | 7 septembre 1814           | Pierre-Victor Malouet  | Ministre de la Marine | Gouvernement de la Première Restauration |
| 3 décembre 1814           | 20 mars 1815               | Jacques Claude Beugnot | Ministre de la Marine | Gouvernement de la Première Restauration |

## Cent-Jours (20 mars 1815 — 7 juillet 1815)
| Date d'entrée en fonction | Date de sortie en fonction | Nom          | Titre                 | Gouvernement                                       |
| ------------------------- | -------------------------- | ------------ | --------------------- | -------------------------------------------------- |
| 20 mars 1815              | 7 juillet 1815             | Denis Decrès | Ministre de la Marine | Gouvernement Napoléon (2) Gouvernement Napoléon II |

## Seconde Restauration (8 juillet 1815 — 2 août 1830)
| Date d'entrée en fonction | Date de sortie en fonction | Nom                                           | Titre                                             | Gouvernement |
| ------------------------- | -------------------------- | --------------------------------------------- | ------------------------------------------------- | --- |
| 9 juillet 1815            | 26 septembre 1815          | François Jaucourt                             | Ministre de la Marine et des Colonies             | Louis XVIII Gouvernement Charles-Maurice de Talleyrand-Périgord                                                  |
| 26 septembre 1815         | 23 juin 1817               | François Joseph de Gratet, vicomte Dubouchage | Ministre de la Marine et des Colonies             | Louis XVIII Gouvernement Armand du Plessis de Richelieu (1)                                                      |
| 23 juin 1817              | 12 septembre 1817          | Laurent, marquis de Gouvion Saint-Cyr         | Ministre de la Marine et des Colonies             | Louis XVIII Gouvernement Armand du Plessis de Richelieu (1)                                                      |
| 12 septembre 1817         | 29 décembre 1818           | Mathieu Louis, comte Molé                     | Ministre de la Marine et des Colonies             | Louis XVIII Gouvernement Armand du Plessis de Richelieu (1)                                                      |
| 29 décembre 1818          | 14 décembre 1821           | Pierre-Barthélémy, baron Portal               | Ministre de la Marine et des Colonies             | Louis XVIII Gouvernement Jean Dessolle Gouvernement Élie Decazes Gouvernement Armand du Plessis de Richelieu (2) |
| 14 décembre 1821          | 4 août 1824                | Gaspard de Clermont-Tonnerre                  | Ministre de la Marine et des Colonies             | Louis XVIII Gouvernement Jean-Baptiste de Villèle                                                                |
| 4 août 1824               | 3 mars 1828                | Christophe de Chabrol de Crouzol              | Ministre de la Marine et des Colonies             | Louis XVIII puis Charles X Gouvernement Jean-Baptiste de Villèle Gouvernement Jean-Baptiste de Martignac         |
| 3 mars 1828               | 8 août 1829                | Jean-Guillaume Hyde de Neuville               | Ministre de la Marine et des Colonies             | Charles X Gouvernement Jean-Baptiste de Martignac                                                                |
| 8 août 1829               | 23 août 1829               | Jules Auguste de Polignac                     | Ministre de la Marine et des Colonies par intérim | Charles X Gouvernement Jules de Polignac                                                                         |
| 23 août 1829              | 31 juillet 1830            | Charles Lemercier de Longpré, baron d'Haussez | Ministre de la Marine et des Colonies             | Charles X Gouvernement Jules de Polignac                                                                         |

## Monarchie de Juillet (9 août 1830 — 24 février 1848)
| Date d'entrée en fonction | Date de sortie en fonction | Nom                                        | Titre                                 | Gouvernement |
| ------------------------- | -------------------------- | ------------------------------------------ | ------------------------------------- | --- |
| 31 juillet 1830           | 1er août 1830              | Henri de Rigny                             | Ministre de la Marine                 | Ministère nommé par la commission municipale de Paris                                                               |
| 1er août 1830             | 11 août 1830               | Henri de Rigny                             | Ministre de la Marine et des Colonies | Ministère provisoire du 1er août 1830                                                                               |
| 11 août 1830              | 17 novembre 1830           | Horace Sébastiani                          | Ministre de la Marine et des Colonies | Premier ministère du règne de Louis-Philippe Ier Gouvernement de Jacques Laffitte                                   |
| 17 novembre 1830          | 13 mars 1831               | Antoine Maurice Apollinaire d'Argout       | Ministre de la Marine et des Colonies | Gouvernement de Jacques Laffitte                                                                                    |
| 13 mars 1831              | 4 avril 1834               | Henri de Rigny                             | Ministre de la Marine et des Colonies | Gouvernement Casimir Perier Gouvernement Nicolas Jean-de-Dieu Soult (1)                                             |
| 4 avril 1834              | 19 mai 1834                | Albin Roussin                              | Ministre de la Marine et des Colonies | Gouvernement Nicolas Jean-de-Dieu Soult (1)                                                                         |
| 19 mai 1834               | 10 novembre 1834           | Louis Jacob                                | Ministre de la Marine et des Colonies | Gouvernement Nicolas Jean-de-Dieu Soult (1) Gouvernement Étienne Maurice, comte Gérard                              |
| 10 novembre 1834          | 18 novembre 1834           | Charles Dupin                              | Ministre de la Marine et des Colonies | Gouvernement Hugues-Bernard Maret                                                                                   |
| 18 novembre 1834          | 6 septembre 1836           | Guy-Victor Duperré                         | Ministre de la Marine et des Colonies | Gouvernement Édouard-Adolphe Mortier, duc de Trévise Gouvernement Victor de Broglie Gouvernement Adolphe Thiers (1) |
| 6 septembre 1836          | 31 mars 1839               | Claude du Campe de Rosamel                 | Ministre de la Marine et des Colonies | Gouvernement Louis Mathieu Molé (1) Gouvernement Louis Mathieu Molé (2)                                             |
| 31 mars 1839              | 12 mai 1839                | Jean Tupinier                              | Ministre de la Marine et des Colonies | Gouvernement de transition de 1839                                                                                  |
| 12 mai 1839               | 1er mars 1840              | Guy-Victor Duperré                         | Ministre de la Marine et des Colonies | Gouvernement Nicolas Jean-de-Dieu Soult (2)                                                                         |
| 1er mars 1840             | 29 octobre 1840            | Albin Roussin                              | Ministre de la Marine et des Colonies | Gouvernement Adolphe Thiers (2)                                                                                     |
| 29 octobre 1840           | 7 février 1843             | Guy-Victor Duperré                         | Ministre de la Marine et des Colonies | Gouvernement Nicolas Jean-de-Dieu Soult (3)                                                                         |
| 7 février 1843            | 24 juillet 1843            | Albin Roussin                              | Ministre de la Marine et des Colonies | Gouvernement Nicolas Jean-de-Dieu Soult (3)                                                                         |
| 24 juillet 1843           | 9 mai 1847                 | Ange René Armand de Mackau                 | Ministre de la Marine et des Colonies | Gouvernement Nicolas Jean-de-Dieu Soult (3)                                                                         |
| 9 mai 1847                | 24 février 1848            | Napoléon Auguste Lannes, duc de Montebello | Ministre de la Marine et des Colonies | Gouvernement Nicolas Jean-de-Dieu Soult (3) Gouvernement François-Pierre Guizot                                     |

avril 1844 - 24 février 1848 : Jean Jubelin (sous-secrétaire d'État)

## Deuxième République (24 février 1848 — 2 décembre 1852)
| Date d'entrée en fonction | Date de sortie en fonction | Nom                                             | Titre                                 | Gouvernement                                                  |
| ------------------------- | -------------------------- | ----------------------------------------------- | ------------------------------------- | ------------------------------------------------------------- |
| 24 février 1848           | 4 mai 1848                 | Dominique François Jean Arago                   | Ministre de la Guerre et de la Marine | Gouvernement provisoire de 1848                               |
| 4 mars 1848               | 17 mai 1848                | Victor Schœlcher                                | sous-secrétaire d'État                | Gouvernement provisoire de 1848                               |
| 11 mai 1848               | 26 juin 1848               | Joseph Grégoire Casy                            | Ministre de la Marine et des Colonies | Commission exécutive                                          |
| 6 juin 1848               | 17 juillet 1848            | Raymond Jean Baptiste de Verninac Saint-Maur    | sous-secrétaire d'État                | Commission exécutive                                          |
| 29 juin 1848              | 17 juillet 1848            | Jules Bastide (homme politique, 1800-1879)      | Ministre de la Marine et des Colonies | Gouvernement du général Cavaignac                             |
| 17 juillet 1848           | 20 décembre 1848           | Raymond Jean Baptiste de Verninac Saint-Maur    | Ministre de la Marine et des Colonies | Gouvernement du général Cavaignac                             |
| 20 décembre 1848          | 31 octobre 1849            | Alexandre César Victor Charles Destutt de Tracy | Ministre de la Marine et des Colonies | Gouvernement Odilon Barrot (1) Gouvernement Odilon Barrot (2) |
| 31 octobre 1849           | 3 janvier 1851             | Joseph Romain-Desfossés                         | Ministre de la Marine et des Colonies | Gouvernement Hautpoul                                         |
| 9 janvier 1851            | 24 janvier 1851            | Jean Étienne Théodore Ducos                     | Ministre de la Marine et des Colonies | Gouvernement Hautpoul                                         |
| 24 janvier 1851           | 10 avril 1851              | Auguste-Nicolas Vaillant                        | Ministre de la Marine et des Colonies | Petit ministère                                               |
| 10 avril 1851             | 26 octobre 1851            | Justin Napoléon Prosper de Chasseloup-Laubat    | Ministre de la Marine et des Colonies | Ministère Léon Faucher                                        |
| 26 octobre 1851           | 2 décembre 1851            | Hippolyte Fortoul                               | Ministre de la Marine et des Colonies | Gouvernement Louis-Napoléon Bonaparte (Dernier ministère)     |

## Second Empire (2 décembre 1852 — 4 septembre 1870)
| Date d'entrée en fonction | Date de sortie en fonction | Nom                                                         | Titre                                 | Gouvernement |
| ------------------------- | -------------------------- | ----------------------------------------------------------- | ------------------------------------- | --- |
| 3 décembre 1851           | 17 avril 1855              | Jean Étienne Théodore Ducos                                 | Ministre de la Marine et des Colonies | Gouvernement Louis-Napoléon Bonaparte (1) Gouvernement Louis-Napoléon Bonaparte (2) Gouvernement Louis-Napoléon Bonaparte (3)                         |
| 19 avril 1855             | 24 juin 1858               | Alphonse Ferdinand Hamelin                                  | Ministre de la Marine et des Colonies | Gouvernement Louis-Napoléon Bonaparte (3) |
| 24 juin 1858              | 24 novembre 1860           | Alphonse Ferdinand Hamelin                                  | Ministre de la Marine                 | Gouvernement Louis-Napoléon Bonaparte (3) |
| 24 juin 1858              | 24 mars 1859               | Napoléon Joseph Charles Paul Bonaparte, dit Prince Napoléon | Ministre de l'Algérie et des Colonies | Gouvernement Louis-Napoléon Bonaparte (3) |
| 24 mars 1859              | 24 novembre 1860           | Justin Napoléon Prosper de Chasseloup-Laubat                | Ministre de l'Algérie et des Colonies | Gouvernement Louis-Napoléon Bonaparte (3) |
| 24 novembre 1860          | 20 janvier 1867            | Justin Napoléon Prosper de Chasseloup-Laubat                | Ministre de la Marine et des Colonies | Gouvernement Louis-Napoléon Bonaparte (3) |
| 20 janvier 1867           | 4 septembre 1870           | Charles Rigault de Genouilly                                | Ministre de la Marine et des Colonies | Gouvernement Louis-Napoléon Bonaparte (3) Gouvernement Louis-Napoléon Bonaparte (4) Gouvernement Émile Ollivier Gouvernement Charles Cousin-Montauban |

## Troisième République (4 septembre 1870 — 10 juillet 1940)

### 4 septembre 1870 — 12 janvier 1893
| Date d'entrée en fonction | Date de sortie en fonction | Nom                                      | Titre                                                | Gouvernement                                                                                   |
| ------------------------- | -------------------------- | ---------------------------------------- | ---------------------------------------------------- | ---------------------------------------------------------------------------------------------- |
| 4 septembre 1870          | 19 février 1871            | Léon Martin Fourichon                    | Ministre de la Marine et des Colonies                | Gouvernement de la Défense nationale                                                           |
| 19 février 1871           | 25 mai 1873                | Louis Pierre Alexis Pothuau              | Ministre de la Marine et des Colonies                | Gouvernement Jules Dufaure (1) Gouvernement Jules Dufaure (2)                                  |
| 25 mai 1873               | 22 mai 1874                | Charles de Dompierre d'Hornoy            | Ministre de la Marine et des Colonies                | Gouvernement Albert de Broglie (1) Gouvernement Albert de Broglie (2)                          |
| 22 mai 1874               | 9 mars 1876                | Louis Raymond de Montaignac de Chauvance | Ministre de la Marine et des Colonies                | Gouvernement Ernest Courtot de Cissey Gouvernement Louis Buffet Gouvernement Jules Dufaure (3) |
| 9 mars 1876               | 17 mai 1877                | Léon Martin Fourichon                    | Ministre de la Marine et des Colonies                | Gouvernement Jules Dufaure (4) Gouvernement Jules Simon                                        |
| 23 mai 1877               | 23 novembre 1877           | Albert Gicquel des Touches               | Ministre de la Marine et des Colonies                | Gouvernement Albert de Broglie (3)                                                             |
| 23 novembre 1877          | 13 décembre 1877           | Albert Roussin                           | Ministre de la Marine et des Colonies                | Gouvernement Gaétan de Rochebouët                                                              |
| 13 décembre 1877          | 4 février 1879             | Louis Pierre Alexis Pothuau              | Ministre de la Marine et des Colonies                | Gouvernement Jules Dufaure (5)                                                                 |
| 4 février 1879            | 23 septembre 1880          | Jean Bernard Jauréguiberry               | Ministre de la Marine et des Colonies                | Gouvernement William Henry Waddington Gouvernement Charles de Freycinet (1)                    |
| 23 septembre 1880         | 14 novembre 1881           | Georges Cloué                            | Ministre de la Marine et des Colonies                | Gouvernement Jules Ferry (1)                                                                   |
| 14 novembre 1881          | 30 janvier 1882            | Maurice Rouvier                          | Ministre du Commerce et des Colonies                 | Gouvernement Léon Gambetta                                                                     |
| 14 novembre 1881          | 30 janvier 1882            | Auguste Gougeard                         | Ministre de la Marine                                | Gouvernement Léon Gambetta                                                                     |
| 30 janvier 1882           | 29 janvier 1883            | Jean Bernard Jauréguiberry               | Ministre de la Marine et des Colonies                | Gouvernement Charles de Freycinet (2) Gouvernement Charles Duclerc                             |
| 31 janvier 1883           | 21 février 1883            | François de Mahy                         | Ministre de la Marine et des Colonies                | Gouvernement Armand Fallières                                                                  |
| 21 février 1883           | 9 août 1883                | Charles Brun                             | Ministre de la Marine et des Colonies                | Gouvernement Jules Ferry (2)                                                                   |
| 9 août 1883               | 6 avril 1885               | Alexandre Peyron                         | Ministre de la Marine et des Colonies                | Gouvernement Jules Ferry (2)                                                                   |
| 6 avril 1885              | 7 janvier 1886             | Charles-Eugène Galiber                   | Ministre de la Marine et des Colonies                | Gouvernement Henri Brisson (1)                                                                 |
| 7 janvier 1886            | 30 mai 1887                | Hyacinthe Laurent Théophile Aube         | Ministre de la Marine et des Colonies                | Gouvernement Charles de Freycinet (3) Gouvernement René Goblet                                 |
| 30 mai 1887               | 12 décembre 1887           | Édouard Barbey                           | Ministre de la Marine et des Colonies                | Gouvernement Maurice Rouvier (1)                                                               |
| 12 décembre 1887          | 5 janvier 1888             | François de Mahy                         | Ministre de la Marine et des Colonies                | Gouvernement Pierre Tirard (1)                                                                 |
| 5 janvier 1888            | 22 février 1889            | Jules François Émile Krantz              | Ministre de la Marine et des Colonies                | Gouvernement Pierre Tirard (1) Gouvernement Charles Floquet                                    |
| 22 février 1889           | 13 mars 1889               | Benjamin Jaurès                          | Ministre de la Marine et des Colonies                | Gouvernement Pierre Tirard (2)                                                                 |
| 14 mars 1889              | 17 mars 1890               | Pierre Tirard                            | Ministre du Commerce, de l'Industrie et des Colonies | Gouvernement Pierre Tirard (2)                                                                 |
| 17 mars 1890              | 8 mars 1892                | Jules Roche                              | Ministre du Commerce, de l'Industrie et des Colonies | Gouvernement Charles de Freycinet (4)                                                          |
| 19 mars 1889              | 10 novembre 1889           | Jules François Émile Krantz              | Ministre de la Marine                                | Gouvernement Pierre Tirard (2)                                                                 |
| 10 novembre 1889          | 27 février 1892            | Édouard Barbey                           | Ministre de la Marine                                | Gouvernement Pierre Tirard (2) Gouvernement Charles de Freycinet (4)                           |
| 27 février 1892           | 8 mars 1892                | Godefroy Cavaignac                       | Ministre de la Marine                                | Gouvernement Émile Loubet                                                                      |
| 8 mars 1892               | 12 juillet 1892            | Godefroy Cavaignac                       | Ministre de la Marine et des Colonies                | Gouvernement Émile Loubet                                                                      |
| 12 juillet 1892           | 11 janvier 1893            | Auguste Burdeau                          | Ministre de la Marine et des Colonies                | Gouvernement Émile Loubet Gouvernement Alexandre Ribot (1)                                     |

### 12 janvier 1893 — 10 juillet 1940
À partir du 11 janvier 1893, un sous-secrétaire d'État aux colonies puis un ministre à partir de 1894 sera nommé distinctement du ministre de la Marine.
| Date d'entrée en fonction | Date de sortie en fonction | Nom                                    | Titre                                        | Gouvernement |
| ------------------------- | -------------------------- | -------------------------------------- | -------------------------------------------- | --- |
| 12 janvier 1893           | 3 décembre 1893            | Adrien Barthélemy Louis Henri Rieunier | Ministre de la Marine                        | Gouvernement Alexandre Ribot (2) Gouvernement Charles Dupuy (1)                                                                                            |
| 3 décembre 1893           | 30 mai 1894                | Auguste Alfred Lefèvre                 | Ministre de la Marine                        | Gouvernement Jean Casimir-Perier |
| 30 mai 1894               | 17 janvier 1895            | Félix Faure                            | Ministre de la Marine                        | Gouvernement Charles Dupuy (2) Gouvernement Charles Dupuy (3)                                                                                              |
| 28 janvier 1895           | 1er novembre 1895          | Gustave Besnard                        | Ministre de la Marine                        | Gouvernement Alexandre Ribot (3) |
| 1er novembre 1895         | 29 avril 1896              | Édouard Lockroy                        | Ministre de la Marine                        | Gouvernement Léon Bourgeois |
| 29 avril 1896             | 28 juin 1898               | Gustave Besnard                        | Ministre de la Marine                        | Gouvernement Jules Méline |
| 28 juin 1898              | 22 juin 1899               | Édouard Lockroy                        | Ministre de la Marine                        | Gouvernement Henri Brisson (2) Gouvernement Charles Dupuy (4) Gouvernement Charles Dupuy (5)                                                               |
| 22 juin 1899              | 7 juin 1902                | Jean-Marie de Lanessan                 | Ministre de la Marine                        | Gouvernement Pierre Waldeck-Rousseau |
| 7 juin 1902               | 24 janvier 1905            | Camille Pelletan                       | Ministre de la Marine                        | Gouvernement Émile Combes |
| 24 janvier 1905           | 22 octobre 1908            | Gaston Thomson                         | Ministre de la Marine                        | Gouvernement Maurice Rouvier (2) Gouvernement Maurice Rouvier (3) Gouvernement Ferdinand Sarrien Gouvernement Georges Clemenceau (1)                       |
| 22 octobre 1908           | 24 juillet 1909            | Alfred Picard                          | Ministre de la Marine                        | Gouvernement Georges Clemenceau (1) |
| 24 juillet 1909           | 2 mars 1911                | Auguste Boué de Lapeyrère              | Ministre de la Marine                        | Gouvernement Aristide Briand (1) Gouvernement Aristide Briand (2)                                                                                          |
| 2 mars 1911               | 21 janvier 1913            | Théophile Delcassé                     | Ministre de la Marine                        | Gouvernement Ernest Monis Gouvernement Joseph Caillaux Gouvernement Raymond Poincaré (1)                                                                   |
| 21 janvier 1913           | 9 décembre 1913            | Pierre Baudin                          | Ministre de la Marine                        | Gouvernement Aristide Briand (4) Gouvernement Louis Barthou                                                                                                |
| 9 décembre 1913           | 20 mars 1914               | Ernest Monis                           | Ministre de la Marine                        | Gouvernement Gaston Doumergue (1) |
| 20 mars 1914              | 9 juin 1914                | Armand Gauthier de l'Aude              | Ministre de la Marine                        | Gouvernement Gaston Doumergue (1) |
| 9 juin 1914               | 13 juin 1914               | Émile Chautemps                        | Ministre de la Marine                        | Gouvernement Alexandre Ribot (4) |
| 13 juin 1914              | 3 août 1914                | Armand Gauthier de l'Aude              | Ministre de la Marine                        | Gouvernement René Viviani (1) |
| 3 août 1914               | 29 octobre 1915            | Victor Augagneur                       | Ministre de la Marine                        | Gouvernement René Viviani (1) Gouvernement René Viviani (2)                                                                                                |
| 29 octobre 1915           | 2 août 1917                | Lucien Lacaze                          | Ministre de la Marine                        | Gouvernement Aristide Briand (5) Gouvernement Aristide Briand (6) Gouvernement Alexandre Ribot (5)                                                         |
| 10 août 1917              | 16 novembre 1917           | Charles Chaumet                        | Ministre de la Marine                        | Gouvernement Alexandre Ribot (5) Gouvernement Paul Painlevé (1)                                                                                            |
| 16 novembre 1917          | 20 janvier 1920            | Georges Leygues                        | Ministre de la Marine                        | Gouvernement Georges Clemenceau (2) Gouvernement Alexandre Millerand (1)                                                                                   |
| 20 janvier 1920           | 16 janvier 1921            | Adolphe Landry                         | Ministre de la Marine                        | Gouvernement Alexandre Millerand (2) Gouvernement Georges Leygues                                                                                          |
| 16 janvier 1921           | 15 janvier 1922            | Gabriel Guist'hau                      | Ministre de la Marine                        | Gouvernement Aristide Briand (7) |
| 15 janvier 1922           | 29 mars 1924               | Flaminius Raiberti                     | Ministre de la Marine                        | Gouvernement Raymond Poincaré (2) |
| 29 mars 1924              | 9 juin 1924                | Maurice Bokanowski                     | Ministre de la Marine                        | Gouvernement Raymond Poincaré (3) |
| 9 juin 1924               | 14 juin 1924               | Désiré Ferry                           | Ministre de la Marine                        | Gouvernement Frédéric François-Marsal |
| 14 juin 1924              | 17 avril 1925              | Jacques-Louis Dumesnil                 | Ministre de la Marine                        | Gouvernement Édouard Herriot (1) |
| 17 avril 1925             | 28 novembre 1925           | Émile Borel                            | Ministre de la Marine                        | Gouvernement Paul Painlevé (2) Gouvernement Paul Painlevé (3)                                                                                              |
| 28 novembre 1925          | 19 juillet 1926            | Georges Leygues                        | Ministre de la Marine                        | Gouvernement Aristide Briand (8) Gouvernement Aristide Briand (9) Gouvernement Aristide Briand (10)                                                        |
| 19 juillet 1926           | 23 juillet 1926            | René Renoult                           | Ministre de la Marine                        | Gouvernement Édouard Herriot (2) |
| 23 juillet 1926           | 21 février 1930            | Georges Leygues                        | Ministre de la Marine                        | Gouvernement Raymond Poincaré (4) Gouvernement Raymond Poincaré (5) Gouvernement Aristide Briand (11) Gouvernement André Tardieu (1)                       |
| 21 février 1930           | 2 mars 1930                | Albert Sarraut                         | Ministre de la Marine                        | Gouvernement Camille Chautemps (1) |
| 2 mars 1930               | 13 décembre 1930           | Jacques-Louis Dumesnil                 | Ministre de la Marine                        | Gouvernement André Tardieu (2) |
| 13 décembre 1930          | 27 janvier 1931            | Albert Sarraut                         | Ministre de la marine militaire              | Gouvernement Théodore Steeg |
| 27 janvier 1931           | 20 février 1932            | Charles Dumont                         | Ministre de la marine militaire              | Gouvernement Pierre Laval (1) Gouvernement Pierre Laval (2) Gouvernement Pierre Laval (3)                                                                  |
| 20 février 1932           | 3 juin 1932                |                                        | (ministère unique de la Défense nationale)   | Gouvernement André Tardieu (3) |
| 3 juin 1932               | 2 septembre 1933           | Georges Leygues                        | Ministre de la Marine                        | Gouvernement Édouard Herriot (3) Gouvernement Joseph Paul-Boncour Gouvernement Édouard Daladier (1)                                                        |
| 6 septembre 1933          | 30 janvier 1934            | Albert Sarraut                         | Ministre de la Marine                        | Gouvernement Édouard Daladier (1) Gouvernement Albert Sarraut (1) Gouvernement Camille Chautemps (2)                                                       |
| 30 janvier 1934           | 9 février 1934             | Louis de Chappedelaine                 | Ministre de la marine militaire              | Gouvernement Édouard Daladier (2) |
| 9 février 1934            | 1er juin 1935              | François Piétri                        | Ministre de la marine militaire              | Gouvernement Gaston Doumergue (2) Gouvernement Pierre-Étienne Flandin (1)                                                                                  |
| 1er juin 1935             | 4 juin 1936                | François Piétri                        | Ministre de la Marine                        | Gouvernement Fernand Bouisson Gouvernement Pierre Laval (4) Gouvernement Albert Sarraut (2)                                                                |
| 4 juin 1936               | 22 juin 1937               | Alphonse Gasnier-Duparc                | Ministre de la Marine                        | Gouvernement Léon Blum (1) |
| 22 juin 1937              | 18 janvier 1938            | César Campinchi                        | Ministre de la Marine                        | Gouvernement Camille Chautemps (3) |
| 18 janvier 1938           | 13 mars 1938               | William Bertrand                       | Ministre de la marine militaire              | Gouvernement Camille Chautemps (4) |
| 13 mars 1938              | 16 juin 1940               | César Campinchi                        | Ministre de la marine militaire              | Gouvernement Léon Blum (2) Gouvernement Édouard Daladier (3) Gouvernement Édouard Daladier (4) Gouvernement Édouard Daladier (5) Gouvernement Paul Reynaud |
| 16 juin 1940              | 12 juillet 1940            | François Darlan                        | Ministre de la Marine marchande et militaire | Gouvernement Philippe Pétain |

## État français (11 juillet 1940 — 19 août 1944)
| Date d'entrée en fonction | Date de sortie en fonction | Nom             | Titre                 | Gouvernement                                                                                       |
| ------------------------- | -------------------------- | --------------- | --------------------- | -------------------------------------------------------------------------------------------------- |
| 12 juillet 1940           | 18 avril 1942              | François Darlan | Ministre de la Marine | Gouvernement Pierre Laval (5) Gouvernement Pierre-Étienne Flandin (2) Gouvernement François Darlan |
| 18 avril 1942             | 18 novembre 1942           | Gabriel Auphan  | Ministre de la Marine | Gouvernement Pierre Laval (6)                                                                      |
| 18 novembre 1942          | 26 mars 1943               | Jean Abrial     | Ministre de la Marine | Gouvernement Pierre Laval (6)                                                                      |
| 26 mars 1943              | 20 août 1944               | Henri Bléhaut   | Ministre de la Marine | Gouvernement Pierre Laval (6)                                                                      |

## France libre - CNF - CFLN - GPRF (18 juin 1940 — 20 janvier 1946)
| Date d'entrée en fonction | Date de sortie en fonction | Nom                | Titre                                            | Gouvernement                                                                          |
| ------------------------- | -------------------------- | ------------------ | ------------------------------------------------ | ------------------------------------------------------------------------------------- |
| 24 septembre 1941         | 4 mars 1942                | Émile Muselier     | Commissaire à la Marine et à la Marine marchande | Comité national français                                                              |
| 4 mars 1942               | 7 juin 1943                | Philippe Auboyneau | Commissaire à la Marine et à la Marine marchande | Comité national français                                                              |
| 9 novembre 1943           | 10 septembre 1944          | Louis Jacquinot    | Commissaire à la Marine                          | Comité français de la Libération nationale                                            |
| 10 septembre 1944         | 21 novembre 1945           | Louis Jacquinot    | Ministre de la Marine                            | Gouvernement provisoire de la République française Gouvernement Charles de Gaulle (1) |

## IVeRépublique
| Ministre             | Ministre       | Ministre       | Intitulé                                     | Gouvernement                                    | Début            | Fin               |
| Vincent Auriol       | Vincent Auriol | Vincent Auriol | Vincent Auriol                               | Vincent Auriol                                  | Vincent Auriol   | Vincent Auriol    |
| -------------------- | -------------- | -------------- | -------------------------------------------- | ----------------------------------------------- | ---------------- | ----------------- |
| Louis Jacquinot      |                |                | Ministre de la Marine                        | Ramadier 1                                      | 22 janvier 1947  | 21 octobre 1947   |
| Joannès Dupraz       |                |                | Secrétaire d'État aux Forces armées (Marine) | Ramadier 2 Schuman 1 Marie Schuman 2 Queuille 1 | 30 octobre 1947  | 5 octobre 1949    |
| Jean Raymond-Laurent |                |                | Secrétaire d'État aux Forces armées (Marine) | Bidault 2 et 3 Queuille 2                       | 29 octobre 1949  | 4 juillet 1950    |
| André Monteil        |                |                | Secrétaire d'État aux Forces armées (Marine) | Pleven 1 Queuille 3                             | 12 juillet 1950  | 11 août 1951      |
| Jacques Gavini       |                |                | Secrétaire d'État à la Marine                | Pleven 2 Faure 1 Pinay Mayer Laniel 1           | 11 août 1951     | 16 janvier 1954   |
| René Coty            |                |                |                                              |                                                 |                  |                   |
| Jacques Gavini       |                |                | Secrétaire d'État à la Marine                | Laniel 2                                        | 16 janvier 1954  | 12 juin 1954      |
| André Monteil        |                |                | Secrétaire d'État à la Marine                | Mendès France                                   | 18 juin 1954     | 3 septembre 1954  |
| Henri Caillavet      |                |                | Secrétaire d'État à la Marine                | Mendès France                                   | 3 septembre 1954 | 20 janvier 1955   |
| Jean Crouzier        |                |                | Secrétaire d'État aux Forces armées (Marine) | Faure 2                                         | 1er mars 1955    | 24 janvier 1956   |
| Paul Anxionnaz       |                |                | Secrétaire d'État aux Forces armées (Marine) | Mollet                                          | 31 janvier 1956  | 11 juin 1957      |
| Franck Arnal         |                |                | Secrétaire d'État aux Forces armées (Marine) | Bourgès-Maunoury                                | 17 juin 1957     | 30 septembre 1957 |
| Alain Poher          |                |                | Secrétaire d'État aux Forces armées (Marine) | Gaillard                                        | 11 novembre 1957 | 14 mai 1958       |
| Alain Poher          |                |                | Secrétaire d'État aux Forces armées          | Pflimlin                                        | 14 mai 1958      | 3 juin 1958       |

### Sources et bibliographie
- Jean-Philippe Zanco, Dictionnaire des Ministres de la Marine 1689-1958, S.P.M. Kronos, Paris 2011. Contient une chronologie complète et précise de tous les secrétaires d'État, sous-secrétaires d'État et ministres à la marine et aux colonies de 1689 à 1958 (pages 92 à 114).